# Pascal Tappeiner
Pascal Tappeiner, né le 21 juillet 2003, est un coureur cycliste suisse, spécialiste de la piste.

## Biographie
Originaire de Züberwangen, Pascal Tappeiner remporte en 2021 une médaille d'argent aux mondiaux sur piste juniors (17/18 ans) sur le scratch, derrière Carson Mattern,. 
En février 2025, il est médaillé de bronze de la poursuite par équipes aux championnats d'Europe, aux côtés de Noah Bögli, Alex Vogel et Mats Poot,.

## Palmarès sur piste

### Championnats du monde
| Édition / Épreuve       | Scratch |
| Le Caire 2021 (juniors) | Argent  |

### Championnats d'Europe
| Édition / Épreuve      | Poursuite par équipes | Américaine |
| Anadia 2022 (espoirs)  | 7e                    |            |
| Anadia 2023 (espoirs)  | 6e                    |            |
| Cottbus 2024 (espoirs) | 5e                    |            |
| Apeldoorn 2024         | 8e                    |            |
| Heusden-Zolder 2025    | Bronze                | 13e        |

### Championnats nationaux
- 2023
  - 3e de la poursuite par équipes
- 2024
  - 2e du scratch
- 2025
  - 3e de l'élimination